# サイド・バイ・サイド (1927年の曲)
「サイド・バイ・サイド (Side by Side)」は、ガス・カーン作詞、ハリー・M・ウッズ作曲により、1927年に書かれたポピュラー音楽の楽曲で、今日ではスタンダード曲と見なされている。資料によっては、ハリー・ウッズ作詞作曲とされることもある
1927年に、ポール・ホワイトマン楽団の盤がヒットした。その後、この曲は数多くのアーティストたちによって録音されたが、おそらく最も有名なのは1953年のケイ・スターによる録音であろう。ハリー・ウッズにとって、作曲は副業的な仕事であったが、1920年代には「When the Red, Red Robin (Comes Bob, Bob, Bobbin' Along)」、「I'm Looking Over a Four-Leaf Clover」、「トライ・ア・リトル・テンダネス」など数多くのスタンダード曲を書いている。ウッズは、生まれつき左手の指がなかったが、ピアノを使って作曲をしていた。

## おもな録音
1927年、最初にこの曲をヒットさせたのはポール・ホワイトマンの楽団であった。「ポール・ホワイトマンとリズム・ボーイズ (Paul Whiteman with Rhythm Boys)」名義のこの録音は、基本的にはインストゥルメンタルであるが、途中にビング・クロスビーがいたリズム・ボーイズのコーラスが挟まれている。

## 日本語での歌唱
江利チエミは、1953年に「思い出のワルツ (Till I Waltz Again with You)」のカップリング曲として、この曲を吹き込んでいる。この録音は、基本的には英語で歌われているが、途中のサビから音羽たかしによる日本語詞で歌う部分が含まれている。
吉田日出子は舞台『上海バンスキング』で、この曲をD・ラミス (D.Lummis)/串田和美による日本語詞で歌っており、1991年のアルバム『上海バンスキング』にも収録された。